# Persepolis (fumetto)
Persepolis (Persepolis. Histoire d'une femme insoumise) è il titolo di un fumetto storico/autobiografico, scritto in lingua francese e disegnato dall'autrice iraniana Marjane Satrapi. L'opera narra la vita dell'autrice, dall'infanzia trascorsa in Iran sino all'età adulta; da un lato, Persepolis racconta soprattutto dell'Iran, dell'evoluzione e dei mutamenti che tale Paese ha subìto in seguito alla rivoluzione islamica, visti attraverso gli occhi prima di una bambina e poi di una donna; ma racconta anche dell'Europa, del mondo "occidentale" osservato da un'adolescente costretta ad allontanarsi dal proprio Paese e da una dittatura opprimente, soprattutto verso le donne.
Persepolis offre un punto di vista differente rispetto a quello dei libri di storia o delle cronache occidentali, a proposito del periodo della rivoluzione o di quello immediatamente successivo del conflitto Iran-Iraq; un punto di vista interno al Paese, vicino nel tempo e nello spazio a quegli avvenimenti, spesso triste protagonista. L'autrice, Marjane Satrapi, non è una fumettista di professione, bensì un'illustratrice di libri per bambini. I suoi disegni tuttavia risultano estremamente espressivi, e più che adatti a narrare la storia di Persepolis.
In Italia Persepolis è stato pubblicato per la prima volta da Edizioni Lizard in 4 volumi, usciti tra il 2002 e il 2003 e presto esauriti. Visto il successo ottenuto, Persepolis viene ristampato dalla Sperling & Kupfer in due tomi, usciti nel 2003 e nel 2004. Nel maggio 2007 la Lizard decise di far uscire l'edizione integrale dell'opera in un unico volume.

## Trama

### Prima parte
1980: Marjane, la protagonista e narratrice, ha dieci anni e vive a Teheran, in Iran, preda della rivoluzione islamica. Attraverso la sua storia di crescita, viene rappresentato nel dettaglio l'impatto che la guerra e l'estremismo religioso hanno sugli iraniani, in particolare sulle donne. 
Marjane, appartenente a una famiglia della classe medio-alta, fin da piccola si appassiona alla politica e alla filosofia, istruendosi grazie ai resoconti familiari, ai libri, radio e televisione. Ciò la porta a riflettere sui suoi privilegi di classe e al desiderio di conoscere la storia della sua famiglia. Viene ispirata dai genitori a partecipare a manifestazioni popolari contro il regime dello Scià, in cui le persone chiedono il suo esilio per salvaguardare i propri diritti. Tuttavia, dopo l'allontanamento dello Scià, avviene l'ascesa dell'estremismo religioso sulla società iraniana, riformata dal nuovo governo che impone misure particolarmente restrittive, specialmente l'obbligo per le donne di coprirsi in pubblico. La situazione spinge migliaia di iraniani, tra cui amici e parenti della famiglia di Marjane, a fuggire in Europa o negli Stati Uniti, mentre il governo usa sempre di più la violenza per mettere a tacere le proteste. Marjane trova una figura di riferimento nello zio Anoosh, ex prigioniero a causa del suo essere un rivoluzionario comunista, il quale ispira la bambina a mantenere le sue idee di uguaglianza e resistenza contro gli oppressori. Anoosh viene successivamente arrestato di nuovo con l'accusa di essere una spia e giustiziato. L'evento sconvolge profondamente Marjane, che rinnega la sua fede.
In seguito a una vacanza in Europa, Marjane e i suoi genitori tornano in Iran, apprendendo che il governo ha dichiarato guerra all'Iraq. Teheran diventa bersaglio di numerosi bombardamenti che costringono i cittadini a nascondersi di continuo nei rifugi antiaerei. Una notte, si sente l'inno nazionale iraniano in TV; in seguito si scopre che il governo ha rilasciato i soldati e i piloti incarcerati per le proteste, perché i soldati hanno accettato di combattere a condizione che l'inno nazionale del paese venisse trasmesso sulle emittenti pubbliche. Per sopportare psicologicamente la situazione, molti cittadini organizzano segretamente feste in cui si consumano alcolici, proibiti dal regime. I due anni di guerra e la crescita spingono Marjane a ribellarsi, intervenendo a lezione per contraddire gli indottrinamenti degli insegnanti e visitando il mercato nero per acquistare prodotti occidentali illegali come videocassette.
Con l'intensificarsi della guerra, un giorno Marjane scopre che un missile ha distrutto l'edificio vicino alla sua casa, rimanendo traumatizzata nel vedere il cadavere di una sua amica tra le macerie. I genitori di Marjane, preoccupanti per la piega degli eventi, decidono di mandarla a studiare in Austria per farla sfuggire alla guerra. La ragazza parte quindi per l'Europa.

### Seconda parte
A Vienna, Marjane inizia la sua nuova vita mentre studia al Lycée Français de Vienne, vivendo in una pensione gestita da suore. Inizialmente ha difficoltà a comunicare non conoscendo il tedesco, ma lentamente riesce a integrarsi facendo amicizia, festeggiando il Natale e frequentando le messa con la sua compagna di stanza. La ragazza è però costretta ad affrontare i pregiudizi europei contro gli iraniani, venendo espulsa dalla pensione per aver risposto male a una suora che ha espresso un commento xenofobo nei suoi confronti.
Marjane va a vivere dalla sua amica Julie e sperimenta uno shock culturale nello scoprire la libertà sessuale di Julie. Nell'adolescenza, Marjane subisce una trasformazione fisica e ideologica, iniziando a consumare droghe; la sua identità iraniana e i traumi vissuti a causa della guerra la portano a isolarsi dagli altri e condurre una vita sregolata. Si trasferisce nuovamente nell'appartamento della dottoressa Frau Heller, che però manifesta un carattere instabile. Marjane ha la sua prima relazione seria con Marcus, salvo poi scoprire che la tradisce; lo sconforto è tale che lascia l'appartamento di Heller dopo aver litigato pesantemente con lei, trascorrendo i due mesi seguenti vivendo per strada all'addiaccio. Finisce per ammalarsi di polmonite e quasi viene stroncata dalla malattia, ma viene portata in ospedale in tempo. Marjane contatta i suoi genitori e decide di tornare a Teheran dopo quattro anni passati a Vienna.
Al suo ritorno, l'Iran è cambiato nuovamente e le strade celebrano i "martiri" morti per la patria. Dopo aver scoperto quello che hanno vissuto i suoi genitori a causa della guerra, Marjane decide di tacere loro le vicissitudini europee. Tuttavia, la sua situazione di vita instabile la fa cadere in depressione al punto che cerca di suicidarsi due volte. Riuscendo a sopravvivere, lo considera un segno del destino e inizia il suo processo di recupero curando la propria salute, lavorando e studiando arte all'università locale. Per sfuggire alle restrizioni governative, Marjane e i suoi amici organizzano spesso feste segrete, venendo anche arrestati più volte dalla polizia.
Marjane inizia a frequentare l'artista Reza, ma la loro relazione è messa in difficoltà dalle autorità, che impone la separazione dei due sessi a meno che una coppia non sia sposata. Nel 1991, Reza propone a Marjane di sposarsi e lei accetta, nonostante i dubbi nutriti da lei stessa e dai suoi familiari. Nel corso di una festa a cui Marjane partecipa, la polizia fa una retata; nell'inseguimento che ne deriva, un amico di Marjane muore cadendo da un edificio. Nel 1994, il matrimonio tra Marjane e Reza è in crisi.  Marjane confida alla sua amica, Farnaz, che non ama più Reza e vuole il divorzio. Farnaz le consiglia di restare con il marito perché le donne divorziate sono emarginate dalla società, ma la nonna la spinge a separarsi. Dopo molte riflessioni, Marjane decide di separarsi da Reza. I genitori approvano la decisione e la invitano a trasferirsi in definitiva via dall'Iran per condurre una vita da donna libera ed emancipata in Europa.
Marjane visita le tombe del nonno e di Anoosh, poi, accompagnata dai genitori e dalla nonna, va in aeroporto per un ultimo saluto prima di trasferirsi a Parigi. Marjane rivela che sua nonna sarebbe morta poco dopo, nel 1996, e afferma che "La libertà ha sempre un prezzo".

## Libri
Edizione originale francese
- éd. L'Association (Collection Ciboulette), Paris
  - Persepolis, tome 1, 2000, (ISBN 978-2-84414-058-6), 76 p.
  - Persepolis, tome 2, 2001, (ISBN 978-2-84414-079-1), 88 p.
  - Persepolis, tome 3, 2002, (ISBN 978-2-84414-104-0), 96 p.
  - Persepolis, tome 4, 2003, (ISBN 978-2-84414-137-8), 104 p.
  - Persepolis, 2007, (ISBN 978-2-84414-240-5), 365 p. edizione integrale che raggruppa i 4 volumi

Edizione italiana
- ed. Lizard, Milano
  - Volume 1, 2002 ISBN 978-88-87715-99-6
  - Volume 2, 2002 ISBN 978-88-88545-00-4
  - Volume 3, 2003 ISBN 978-88-88545-03-5
  - Volume 4, 2003 ISBN 978-88-88545-20-2
  - Monovolume, ed. 2007 ISBN 978-88-6167-099-0 / ed. 2009 ISBN 978-88-17-03477-7
- ed. Sperling & Kupfer, Milano
  - Volume 1, 2004 ISBN 9788820036065
  - Volume 2, 2004 ISBN 9788820037284

## Altri media
Nel 2007 è stato distribuito il film d'animazione Persepolis, scritto e diretto dalla stessa Satrapi e da Vincent Paronnaud, che in italiano è stato presentato nel 2008.